# Arvid Rydman
Arvid Rydman (Alavus, 25 giugno 1884 – Pori, 14 maggio 1953) è stato un ginnasta finlandese.

## Palmarès

### Olimpiadi
- 1 medaglia:
  - 1 argento (Stoccolma 1912 nel concorso libero a squadre)